# Lake Minerva
Der Lake Minerva ist ein Gebirgssee im Southland District der Region Southland auf der Südinsel von Neuseeland.

## Namensherkunft
Der See bekam 1898 von Henry Fowler in Bezug auf den Roman Goddess of Wisdom seinen Namen verliehen, weil er von der Ruhe des Sees so beeindruckt war.

## Geographie
Der Lake Minerva befindet sich rund 3,7 km nordwestlich des nördlichen Endes der Kepler Mountains und rund 6,5 km westsüdwestlich des South Fiord, eines Arms des Lake Te Anau. Der See ist auf einer Höhe von rund 775 m anzutreffen und erstreckt sich über eine Fläche von 17,7 Hektar. Seine Länge beträgt rund 625 m in Südwest-Nordost-Richtung und seine Breite misst maximal 400 m in Westnordwest-Ostsüdost-Richtung. Der Umfang des Sees kommt auf eine Länge von rund 1,78 km.
Gespeist wird der Lake Minerva vom Freeman Burn und einigen Gebirgsbächen. Der Freeman Burn entwässert den See auch an seinem südlichen Ende in Richtung Lake Freeman, der rund 1,5 km weiter südsüdwestlich zu finden ist.